# Pat Swilling
Pat Swilling (Toccoa, 25 ottobre 1964) è un ex giocatore di football americano statunitense che ha giocato nel ruolo di linebacker nella National Football League (NFL). Fu scelto nel corso del tero giro (60º assoluto) del Draft NFL 1986 dai New Orleans Saints. Al college ha giocato a football al Georgia Institute of Technology.

## Carriera professionistica
Swilling fu scelto nel corso del terzo giro del Draft 1986 dai New Orleans Saints. In 1991 guidò la NFL con 17 sack, venendo premiato come difensore dell'anno. Nel 1992, i linebacker dei Saints Rickey Jackson, Vaughan Johnson, Sam Mill e Swilling, conosciuti come "Dome Patrol", furono tutti convocati per il Pro Bowl, e la squadra guidò la lega in sack totali. Malgrado questo notevole reparto difensivo, la squadra fu eliminata ai playoff ogni anno al primo turno quando li raggiunse.
Swilling fu scambiato coi Detroit Lions nel 1993. Per convincere Swilling a firmare, Detroit dovette togliere temporaneamente dai numeri ritirati il leggendario numero 56 di Joe Schmidt. Nel suo primo anno a Detroit, Pat fu convocato per il suo quinto e ultimo Pro Bowl. La squadra si qualificò ai playoff in entrambe le stagioni con Swilling, venendo sempre eliminata nel primo turno dai Green Bay Packers. Swilling perse tutte le sei gare di playoff che disputò, nessun altro giocatore ha accumulato più sconfitte nei playoff senza vittorie. La sua carriera si concluse con 107,5 sack.

## Palmarès
- Convocazioni al Pro Bowl: 5

1989, 1990, 1991, 1992, 1993
- First-team All-Pro: 2

1991, 1992
- Second-team All-Pro:

1989, 1990
- Miglior difensore dell'anno della NFL: 1

1991
- Leader della NFL in sack: 1

1991
- Club dei 100 sack
- College Football Hall of Fame

## Statistiche
| Sack       | 107,5 |
| Intercetti | 6     |
| Touchdown  | 1     |